# Metbåda
Metbåda är klippor i Finland.   De ligger i kommunen Pargas i landskapet Egentliga Finland, i den södra delen av landet, 190 km väster om huvudstaden Helsingfors.
Terrängen runt Metbåda är mycket platt.  Det finns inga samhällen i närheten. 